# Abot-Kamay na Pangarap
Abot-Kamay na Pangarap è una serie televisiva filippina trasmessa su GMA Network dal 5 settembre 2022 al 19 ottobre 2024.

## Trama
La serie racconta la storia della vita di una donna analfabeta di nome Lyneth e della sua intelligente figlia Analyn, il neurochirurgo più giovane delle Filippine.

## Personaggi
- Lyneth Santos-Tanyag, interpretata da Carmina Villaroel
- Analyn Santos Tanyag, interpretata da Jillian Ward
- Robert Jose "RJ" Obeng Tanyag, interpretato da Richard Yap
- Michael Lobrin, interpretato da Dominic Ochoa
- Moira Barretto, interpretata da Pinky Amador
- Luke Antonio, interpretato da Andre Paras
- Josaline "Josa" Enriquez-Valencia, interpretata da Wilma Doesnt
- Zoey Barretto Benitez, interpretata da Kazel Kinouchi
- Reagan Tibayan, interpretato da Jeff Moses
- Susana "Susan" Burgos, interpretato da Dexter Doria
- Raymund "Ray" Meneses, interpretato da Chuckie Dreyfus
- Cromwell "Croms" Valencia, interpretato da Ariel Villasanta
- Eulalia "Eula" Sarmiento, interpretata da Denise Barbacena
- Grace Villar, interpretata da Patricia Coma
- Jhoanne Lery H. Dizon, interpretata da Alexandra Mendez
- Kenneth "Ken" Prado, interpretato da John Vic de Guzman
- Katherine "Katie" Enriquez, interpretata da Che Ramos
- Karen Elise G. Caudal, interpretata da Eunice Lagusad
- Evan Andrew L. Nicolas, interpretato da Alchris Galura
- Joyce "Joy" Cruz, interpretata da Anya Gonzales
- Joselito "Pepe" Tanyag, interpretato da Leo Martinez
- Patricia Menor, interpretata da Dianne dela fuente
- Carlos Benitez, interpretato da Allen Dizon
- Giselle Marie Tanyag, interpretata da Dina Bonnevie
- Lyndon Javier, interpretato da Ken Chan
- Neskrist "Krist" Ilustre, interpretato da Prince Clemente
- Luningning "Ning" Sandoval, intereptata da Chanel Latorre
- Denise Evangelista, interpretata da Sam Pinto